# Alexandr Diordița
Alexandr Diordița (n. 3 august 1927, Cetatea Albă, Județul Cetatea-Albă, România – d. 15 octombrie 1979, Chișinău, RSS Moldovenească, URSS) a fost un medic și profesor universitar sovietic moldovean. 

## Biografie
Diordița s-a născut în 1927 în Cetatea Albă (pe atunci parte a României, azi în Ucraina). Tatăl său a fost inginer-silvicultor, motiv pentru care Diordița a copilărit în mai multe localități basarabene.
În 1945 a absolvit cu medalie de aur Școala nr. 3 din Chișinău și a fost admis la Institutul de Stat de Medicină din Chișinău (ISMC), pe care l-a absolvit în 1950 cu mențiune. În 1958 a devenit doctor în științe medicale, iar 3 ani mai târziu, în 1961, devine conferențiar universitar în cadrul aceluiași institut. În 1967 devine șeful catedrei de boli interne. Pe lângă activitatea medicală și didactică, Diordița a mai fost secretar științific al ISMC, membru al administrației Societății Republicane și Unionale a Terapeuților, precum și secretar al revistei sovietice Здравоохранение (Sănătatea).
Diordița a decedat pe 15 octombrie 1979.